# Sam Kieth
Sam Kieth (Grand Rapids, 11 gennaio 1963) è un fumettista, illustratore e regista statunitense.
Possiede uno degli stili più personali e autoriali dell'industria fumettistica statunitense e le sue opere sono state acclamate da lettori e critica.
Appassionato di fumetti dalla giovane età, decide di volere lavorare in quel campo. Debutta nel 1983 come inchiostratore della serie indipendente Mage di Matt Wagner, ma ottiene la notorietà a fine del decennio collaborando con Neil Gaiman alla creazione del personaggio Sandman di cui ha curato la caratterizzazione grafica. Negli anni novanta si impone come una figura di spicco del fumetto indipendente creando l'iconico personaggio di Maxx, pubblicato dalla Image Comics. Il fumetto ha goduto di un adattamento in serie animata trasmessa dal canale MTV. Crea di verse altre opere creator-owned come autore completo (scrittore e disegnatore), tra cui Friends of Maxx, Zero Girl, Four Women e Ojo e My Inner Bimbo. Si tratta di limited-series che dovevano condividere un unico universo narrativo, raccontando le vite di alcune persone intrecciate tra di loro e, a volte, con una entità sovrannaturale nota come "Mysterious Trout". Kieth aveva annunciato che altri personaggi della serie The Maxx sarebbero apparsi in questo ciclo di storie. Dopo la miniserie "My Inner Bimbo" il progetto rimane però in sospeso. Nell'arco della sua carriera collabora con diverse case editrici indipendenti tra cui la Comico, la Fantagraphics Books, la Eclipse Comics, la Dark Horse Comics per cui si dedica al celebre franchise sci-fi di Alien, la Oni Press, la IDW Publishing per cui realizza alcune opere legate ai franchise 30 Days of Night e Mars Attacks!, e la Aftershock Comics. Nei primi anni duemila le sue opere creator-owned sono pubblicate tramite la Homage Comics, un sub-imprint dei Wildstorm Studios di Jim Lee, acquisiti dalla DC Comics nel 1998. L'autore si riavvicina così alla casa editrice di Superman per la quale firma un contratto in esclusiva dal 2006 al 2010 e per cui realizza alcune limited-series di Batman e Lobo. Tra il 2018 e il 2020 realizza il crossover tra Batman e Maxx, una miniserie di lunga gestazione e che si presenta come la chiusura di un cerchio creativo che ricongiunge due dei personaggi più significativi e iconici della sua decennale carriera.

## Carriera

### Debutto e affermazione (1983-1989)
Sam è un avido lettore di fumetti sin da ragazzino e nutre una grande passione per il disegno che gli viene trasmessa dalla sua famiglia, in particolare dal cugino David Feiss un famoso animatore che ha lavorato per diverse compagnie tra le quali la Hanna Barbera Productions. Le influenze dei disegni cartooneschi e stilizzati dell'epoca d'oro di questa casa di produzione (anni sessanta e settanta) fa parte dell'impronte artistica che l'artista darà ai suoi fumetti.
Il debutto avviene come inchiostratore nel 1983 quando rifinisce la matite di Matt Wagner per la limited-series Mage: The Hero Discovered, pubblicata dalla casa editrice indipendente Comico. Si tratta di una delle molte realtà editoriali che cominciano a proliferare nel corso del decennio in seguito all'espansione del Direct Market, ovvero di un sistema di distribuzione dei fumetti tramite la fumetterie (in forte aumento) e librerie. Wagner con Mage si propone di realizzare un'epica che prevede almeno una trilogia di serie o limited-series, una storia che vede protagonista personaggi e situazioni in sintonia con la sua sensibilità di autore, qui nel ruolo di scrittore e disegnatore (per le matite). Kieth ha modo di assistere allo sviluppo di questo progetto indipendente e ne rimane affascinato, situazione che influenzerà la sua carriera di autore/artista nel decennio successivo quando darà una forma definitiva (mitologica e grafica) al suo personaggio più celebre, ovvero Maxx. Ma prima di raggiungere la notorietà necessaria ad imbarcarsi in un progetto indipendente deve trovare una stabilità economica e una certa notorietà presso i lettori. L'obbiettivo è quello di trovare un ingaggio per una delle due majors, ovvero Marvel o DC ma la gavetta è più lunga del previsto. Sam Kieth viene fortunatamente supportato dalla moglie dal punto vista economico visto che lei può contare su uno stipendio fisso. Vedendosi rifiutare da Marvel e DC che non intravedono nel suo tratto uno stile adatto a loro lettori, Sam si propone alle case editrici indipendenti. Nella seconda metà degli anni ottanta vi è un boom di indie-comics in bianco e nero che vorrebbero replicare il successo delle Teenage Mutant Ninja Turtles (create nel 1984 da Kevin Eastman e Peter Laird), il fumetto-fenomeno del decennio capace di rubare spazio ai blasonati e iconici super eroi Marvel e DC. Nel 1987 trova il suo primo lavoro di un certo rilievo come disegnatore per la Eclipse Comics che, come altre sue concorrenti, sta pubblicando una serie che cerca di bissare (almeno in parte) il grande riscontro ottenuto dal fumetto sulle Tartarughe Ninja. Il titolo è Adolescent Radioactive Black Belt Hamsters e Keith ha il compito di realizzare le matite per i nn.6-9, di cui realizza le copertine. Sono soprattutto le cover ad evidenziare un dinamismo ed una drammaticità dell'azione che le pone in evidenza rispetto alle altre pubblicate per la serie. La Eclipse per evidenziarne l'originalità cambia la disposizione del titolo, l'impaginazione e il logo. Nel lustro successivo Sam viene spesso riconosciuto come un eccellente artista di copertina ma inspiegabilmente ritenuto poco adatto ai disegni necessari per la narrazione di una storia, l'artista si sente di conseguenza penalizzato per questa etichetta ma ben presto la sua capacità narrativa come narratore/disegnatore lo aiuta a svincolarsene. Nella seconda metà degli anni ottanta il suo stile si evolve ulteriormente e si distingue maggiormente da altri artisti statunitensi dell'epoca, accentuando e deformando l'anatomia dei corpi, usando le vignette della tavola come mezzo per accentuare espressioni e movimenti dei soggetti raffigurati. Il suo tratto impressiona gli editor di diverse case editrici. A fine del decennio Art Young lo indica a Karen Berger e Dick Giordano come artista che deve essere preso in considerazione nel lancio di una linea editoriale alternativa non legata al fumetto mainstream. Anche lo scrittore britannico Neil Gaiman lo apprezza e accetta di averlo come collaboratore per lanciare la sua serie seminale Sandman a fine del 1988. Keith ne cura lo sviluppo grafico contribuendo a dare al protagonista (Dream o Morfeo) un aspetto alienante e grottesco che ne faranno un archetipo del fumetto adulto degli anni novanta. Sam rimane però come disegnatore solo per i primi 5 albi, abbandonando la serie prima che raggiunga il successo di critica e pubblico e divenga (dal 1993) un landmark dell'imprint Vertigo, l'etichetta supervisionata da Karen Berger e indirizzata a lettori maturi. Keith non vuole sottostare comunque a nessun tipo di restrizione creativa, nonostante una certa libertà concessagli alla DC (pre-Vertigo), ma vuole occuparsi di progetti in cui può controllare direttamente anche la creazione delle storie ricoprendo quindi il ruolo di autore completo (scrittore e disegnatore).

### Gli anni novanta (1990-1999)

Copertina del volume "Grandi Tesori Marvel - Wolverine/Venom: Tele e Artigli", disegno di Sam Kieth. Raccoglie le storie disegnate dall'autore per Marvel Comics Presents tra il 1992-1993, e la short-story Logan. Kieth, all'inizio del decennio si impone ai lettori con il suo stile unico e personale grazie alle storie realizzate per il celebre mutante canadese. Edizione italiana © 2020 Panini Comics S.p.A.

Kieth si sente pronto come autore completo capace di proporre opere di sua creazione, slegate dal fumetto mainstream e che si ispirino al fumetto underground degli anni settanta e primi anni ottanta, produzioni di cui era rimasto affascinato da ragazzo. Il fumetto indipendente è in forte crescita e può rappresentare uno sbocco per una produzione più autoriale e matura, ma l'opportunità non gli si presenta da subito nel nuovo decennio. Pur essendo uno degli artisti più acclamati e innovativi del panorama fumettistico della Modern Age del fumetto Kieth è molto critico nei confronti del suo lavoro e spesso scettico sulle sue potenzialità. Dopo aver collaborato al lancio della serie Sandman di Neil Gaiman (ma abbandonata dopo 5 albi), crede di non poter più trovare un ingaggio importante presso un editore. Nel 1990 la Marvel lo chiama per realizzare una copertina e una short story per il (previsto) lancio di una serie ispirata al franchise horror A Nightmare on Elm Street ma non vengono pubblicate. Sam teme il peggio per il prosieguo della sua carriera ma gli editor della Marvel hanno presente il potenziale dell'artista e gli offrono di prendere il posto di Todd McFarlane per realizzare uno story-arc su Wolverine pubblicato sulla serie antologica Marvel Comics Presents programmata per seguire l'acclamata Weapon-X di Barry Windsor-Smith (serializzata nei nn-72-84). Nei primissimi anni novanta Kieth accetta quindi di lavorare per la Marvel e la storia Blood Hungry serializzata su Marvel Comics Presents nn.85-92 (scritta da Peter David) ottiene un ottimo riscontro da parte dei lettori. Sam kieth viene quindi ingaggiato per realizzare un altro story-arc sul mutante canadese (ai testi Howard Mackie) dal titolo Claws and Webs (su Marvel Comic Presents nn.117-122). Queste opere contribuiscono a legare il suo nome al personaggio di Wolverine (per quanto riguarda i suoi lavori alla Marvel) e lo stesso artista rimane particolarmente affascinato dal personaggio di cui realizza anche diverse copertine sempre per Marvel Comics Presents e che gli valgono dei riconoscimenti da parte dell'industria fumettistica. L'affinità con il personaggio viene favorita dalle possibilità che ha Kieth di dare al mutante artigliato un'anatomia grottesca e anomala anche secondo gli standard dell'industria fumettistica degli anni novanta. Il "suo" Wolverine è alquanto peloso e selvaggio, ha bicipiti enormi e piedi volutamente sprorzionati rispetto al resto del corpo, caratteristiche poi riprese con Maxx (personaggio creato dall'artista). Kieth sostine che più volte gli viene chiesto di uniformare il suo stile con quello dei top-seller dell'epoca quali Todd McFarlane, Rob Liefeld (il cui tratto non è certo noto per la sobrietà o proporzioni) e Erik Larsen. Sam afferma di aver provato più volte a imitare tali artisti ma questo non ha fatto altro che indebolire o deformare ulteriormente il suo tratto. Infine ha deciso di disegnare seguendo il suo istinto, avendo però la certezza di avere una carriera menomata, timore che non si è però avverato. Da notare infatti che il presidente della Dark Horse Comics Mike Richardson, grande scopritore e sostenitore di autori/artisti innovativi e autoriali, lo contatta già nel 1990 per realizzare una miniserie ispirata al celebre franchise nato dal cult-movie Alien di Ridley Scott. Rientra in un progetto cross mediale che ha contribuito a far divenire la Dark Horse uno dei pochi editori indipendenti sopravvissuti agli anni ottanta. Sam si presta al progetto arrivando a produrre la sua opera più importante (finora) per una casa editrice indipendente. Non si tratta però di prodotti dove può liberamente esprimere le sue idee e creazioni in quanto vincolati da una rigida supervisione editoriale.
La prima occasione per una maggiore libertà creativa arriva quando Art Young lascia la DC nel 1991 per essere assunto dalla Disney che vuole lanciare un'etichetta editoriale che pubblichi fumetti per lettori adulti, svincolata dai suoi storici personaggi quali Mickey Mouse e Donald Duck. La nuova linea editoriale viene annunciata al San Diego Comic Con del 1991 come Touchmark Comics e viene pubblicizzata da una brochure con quegli autori e artisti che vengono considerati i top-creator e best seller degli anni novanta. Tra questi vi è Sam Keith che è stato contattato per proporre una sua opera per la nuova casa editrice. Al suo fianco vi sono i grandi nomi dell'editoria a fumetti dell'epoca quali Jon J. Mouth, Garry Leach, Jean Marc DeMatteis, John Bolton, Peter Milligan, Grant Morrison, Simon Bisley e molti altri. Da notare che entro il 1992 la Disney rinuncia al progetto e diverse opere in via di sviluppo e molti dei suoi autori passeranno alla neonata Vertigo di Karen Berger (fondata nel 1993), divenuta depositaria di progetti autoriali già in sviluppo oltre ai fumetti (rispondenti a quei requisiti) già editi dalla DC e alcuni nati dagli autori della British Wave da lei alimentata. Sam Kieth non segue però la strada, già percorsa alla DC, ma una nuova via gli viene data dalla neonata Image Comics, fondata nel 1992 da 7 autori transfughi dalla Marvel Comics. Si tratta di Rob Liefeld, Todd McFarlane, Jim Lee, Marc Silvestri, Erik Larsen, Jim Valentino e Whilce Portacio. Questi sono i partner che ufficialmente fondano la nuova casa editrice indipendente e ne mettono le basi. Qui ogni autore mantiene i diritti delle opere che crea e ha piena libertà nel gestire le proprie creazioni dal punto di vista commerciale e intellettuale. In seguito al grande successo riscosso dagli albi Image sin dall'anno del debutto e in vista di una rapida espansione vengono chiamati come associati altri autori/artisti (ufficialmente denominati Image Associate). I primi tre ad essere contattati sono Larry Stroman (disegnatore di X-Factor), Dale Keown (disegnatore di uno dei più celebri cicli di Hulk) e lo stesso Sam Kieth, a dimostrazione dell'alta considerazione ottenuta dall'artista agli inizi degli anni novanta.

Copertina di "Starmagazine" n.56, disegnata da Sam Kieth. Soggetto: The Maxx, il personaggio top-seller dei primi anni novanta, creato dall'artista e pubblicato, nella sua prima edizione, dalla casa editrice statunitense Image. Edizione italiana © 1995 Edizioni Star Comics Srl

Per la Image Comics Keith vuole proporre un personaggio che ha in mente da diverso tempo e di cui ha già pubblicato una storia nel 1983 sulla rivista antologica Primer della Comico, il primo editore ad avergli dato fiducia. Si tratta di un super eroe atipico, alquanto differente da quelli proposti dalla Image quali Youngblood di Liefed, Spawn, Savage Dragon o Wildcats di Jim Lee. Anche se questi presentano alcune novità stilistiche o narrative, il contesto in cui operano e diversi canovacci di trama sono palesemente derivativi rispetto a quanto già visto nel mainstream dei super heroes degli albi Marvel-DC. The Maxx, la creazione di Sam Keith, è un "homeless" (un vagabondo senza tetto) ricoperto da uno strano costume che sembra fuso alla sua pelle, le fattezze anatomiche subiscono continue mutazioni rendendolo un essere deforme e cartoonesco. Non appare come un eroe che combatte il crimine o si sacrifica per l'American Way ma piuttosto un emarginato, qualcuno che nessuno nota (o vuole notare) nonostante l'aspetto bizzarro e grottesco. Il contesto in cui agisce è poi unico in quanto sembra spostarsi tra due mondi, quello urbano ai margini di una metropoli americana e l'outback australiano, che però sembra assumere nel corso della storia uno stato della coscienza (o un luogo metafisico) piuttosto che un ambiente reale. Questo però è un quesito, tra i tanti, che rimane aperto anche dopo la conclusione della serie. Inizialmente il personaggio viene fatto debuttare con una storia di prova sull'albo antologico Darker Image n.1 (marzo 1993). Il titolo vende 1,3 milioni (un milione e trecentomila) copie divenendo l'albo antologico di un editore indipendente più venduto della storia dei comic. The Maxx ha quindi un debutto record e il personaggio riscuote particolare interesse da parte dei lettori, gli viene quindi dedicata una serie regolare che, sorprendentemente, a parte quelle di Spawn e Savage Dragon è l'unica a durare fino alla fine del decennio senza reboot o interruzioni. Sam Kieth è l'unico tra gli autori associati (i non fondatori) a vantare una tale longevità. La quasi totalità delle serie Image pubblicate a partire dal biennio 1992/1993 non superano il crollo del mercato fumettistico del biennio 1995/1996. Vi riescono solo due dei partner fondatori quali McFarlane e Larsen con le serie regolari di Spawn e Savage Dragon. Da notare che nei primi albi della serie viene coadiuvato ai testi all'esperto scrittore William Messner-Loebs con il quale si era già occupato di Epicurus the Sage. In tutto The Maxx dura 35 numeri, genera uno spin-off e il successo viene sottolineato da un adattamento in serie animata prodotta dall'emittente televisiva MTV e trasmessa dall'otto aprile 1995. Nonostante la popolarità raggiunta negli anni novanta Sam mantiene sempre un basso profilo e sostiene che il merito del successo ottenuto da The Maxx è dovuto più che altro all'onda di vendite creata dai primi albi Image di Todd, Liefeld, Jim Lee e gli altri fondatori della Image. Lui si è ritrovato al posto giusto in un periodo del mercato inflazionato da una bolla speculativa e che premiava qualsiasi nuovo prodotto con su il logo della Image. Rimane indubbio però che l'originalità della storia proposta dall'autore e la sua (relativa) regolarità nel proporre gli albi della serie l'ha portata ad essere una delle più longeve della Image in quel decennio. La sua opera non rimane solo un successo presso i lettori ma gli apre diverse porte per potersi dedicare ad opere ancora più autoriali e incentrate sulle esperienze di vita dei personaggi (o character-driven story). Tra queste vi sono Four Women, Zero Girl, Ojo e altre, pubblicate dalla Homage Comics (imprint di proprietà della DC dal 1999) e dalla Oni Press. Infatti Sam, una volta che The Maxx volge al termine tende a distaccarsi dalla Image che nella seconda metà degli anni novanta affronta un periodo turbolento con faide verbali e giudiziarie tra i soci fondatori. La decade si chiude per Kieth con un albo autoconclusivo dal titolo Legs e pubblicato dalla Image Comics nel 1999. Si tratta di una storia dai toni bizzarri e toccanti, con protagonista un ragazzo che scopre e si affeziona ad una strana creatura che sembra composta da parti meccaniche e ricorda la forma di una gamba, da cui il titolo del fumetto. In vista del nuovo decennio l'autore sembra volersi distaccare in parte dal genere super eroistico ed esplorare nuovi generi. In parte questo è già avvenuto durante la seconda parte della serie di The Maxx, dove le storie di vita dei personaggi secondari acquistano un ruolo sempre maggiore così come l'aspetto intimistico e psicologico delle storie. Kieth decide però di non affidarsi più alla Image ma di pubblicare le sue opere creator-owned per un altro editore o imprint. Sam elogia quanto fatto dai fondatori della Image e sostiene che il successo raggiunto da The Maxx è dovuto ad un effetto marea che si era creato (grazie a loro) nei primi anni novanta. In seguito all'enorme successo e interesse speculativo per i primi titoli Image quali Youngblood e Spawn, anche tutti gli altri proposti in quel periodo dalla loro casa editrice hanno usufruito di un notevole traino all'interno di quel mercato (inflazionato). Sam sottolinea però anche l'atteggiamento da rock star assunto dai soci fondatori quali McFarlane, Liefeld e Marc Silvestri, in particolare. I problemi di gestione e le faide avvenute in seguito erano prevedibili. Ricorda inoltre di non aver mai potuto o avuto l'occasione di parlare con nessuno di loro se non con Jim Lee con il quale ha avuto cordiali colloqui telefonici. Lee è il fondatore Image che più credeva e ammirava il suo stile, difatti quando ancora Kieth era fortemente incerto se proporre Maxx al giudizio dei lettori, è stato il creatore dei Wildcats a convincerlo di lanciarlo nell'albo antologico Darker Image in quanto sarebbe stato un hit del mercato, previsione avveratasi. L'albo non poteva fallire in quanto avrebbe attratto i lettori per la presenza di stori di Rob Liefeld e lo stesso Jim Lee, all'epoca (nel 1993) top-seller del mercato. Il buon rapporto con Jim Lee porta Sam Kieth, lasciata la Image, a pubblicare i suoi fumetti creator-owned per un imprint quale la Homage Comics, creato dallo stesso Lee e acquisito dalla DC Comics nel 1998 insieme alla Wildstorm Productions, che a partire dal 1999 non fanno più quindi parte della Image Comics ma rientrano sotto l'ombrello editoriale della casa editrice di Superman e Batman.
Nel 1997 Kieth ha realizzato la copertina per il singolo Running with Bigfoot della band pogo-punk Groovie Ghoulies.

### Gli anni duemila (2000-2009)
(Sam Kieth.)
Dati i buoni rapporti con Jim Lee e con l'editor Scott Dunbier, Sam Kieth decide di pubblicare le sue opere creator-owned per la Homage Comics, sotto etichetta della Wildstorm Productions, di proprietà della DC dal 1998. Qui l'artista ha piena libertà creativa e il sostegno dello stesso Jim Lee che è divenuto co-editore della DC che sta per entrare nel periodo di presidenza di Paul Levitz. Si tratta di un decennio in cui si darà notevole importanza agli autori e alla creatività. Lo stesso Levitz aveva ricoperto il ruolo di scrittore di diversi fumetti, ricoprendo anche il ruolo di editor e direttore creativo. Di conseguenza la posizione dirigenziale data ad autori quali Jim Lee e Geoff Johns dimostra la volontà di privilegiare la "forza creativa" come fattore trainante per le pubblicazioni della casa editrice. Sam Kieth ha quindi la possibilità di proporre opere al di fuori del genere mainstream (quello supereroistico), con tematiche e contesti alquanto differenti e peculiari. La prima opera è la limited-series Zero Girl (febbraio, 2001), con protagonista un'adolescente emarginata di nome Amy. Timida e introversa cerca di capire per quale motivo i cerchi gli diano dei poteri mentre i quadrati cercano di ucciderla, il tutto mentre si innamora Mister Foster, consulente scolastico. Kieth riesce a dare una descrizione dell'adolescenza surreale e toccante riscuotendo anche un certo consenso da parte di lettori e critica. Per questo l'opera ha un sequel che viene pubblicato nel 2003 con il titolo Full Circle. Nel 2001, oltre a Zero Girl inizia la serializzazione di una seconda limited-series quale Four Women, fumetto che ha il coraggio di affrontare la violenza sessuale utilizzando una narrazione sofistica e un approccio degno di un grande autore. La protagonista è Donna che dopo essere stata vittima di abusi si rivolge ad una psicologa e attraverso il suo racconto il lettore viene trasportato attraverso flashback nell'esperienza traumatica vissuta dalla ragazza. Altre due opere concepite nel primo lustro degli anni duemila sono pubblicate dalla casa editrice Oni Press, si tratta di Ojo e My Inner Bimbo. Entrambe sono dominate da toni surreali che vedono al centro della narrazione personaggi femminili o la femminilità come elemento trainante o fondante delle storie. In Ojo la protagonista Annie è ossessionata dalla morte in quanto non riesce a prendersi cura dei suoi animali domestici che inevitabilmente periscono. Ha modo affrontare il senso di colpa e inadeguatezza nel momento in cui trova una strana creatura mostruosa in un canale di scolo. Con My Inner Bimbo Kieth concepisce un'opera dai toni surreali e lynchiani raccontando di un uomo di nome Lo che si ritrova ad affrontare la parte femminile della sua personalità, che prende forma nella realtà partendo da una gomma da masticare. Nel 2004 torna nell'Universo DC per introdurre un nuovo personaggio di nome Scratch che dà il titolo alla limited-series e si tratta di ragazzo che si trasforma in un Uomo Lupo. Come co-protagonista del fumetto viene inserito l'iconico Batman un personaggio che affascina Kieth anche perché si presta al suo stile grottesco e goticheggiante. Il riscontro ottenuto è molto buono e la DC gli sottopone un contratto in esclusiva che Sam accetta per tre ragioni: la possibilità di collaborare con l'editor Scott Dunbier con cui si è trovato in sintonia nella produzione di Zero Girl, elaborare una sua versione dell'Uomo Pipistrello e poter lavorare su un personaggio cardine dell'intera industria fumettistica ovvero il Joker. L'accordo esclusivo con DC prevede la durata di 5 anni, tra il 2006 e il 2010. Il progetto che serve da rodaggio per Batman è una graphic novel scritta da Bruce Jones e ispirata al mondo del romanzo di Lewis Carroll Alice nel paese delle meraviglie, la nemesi è ovviamente personificata nel villain il Cappellaio Matto. Si tratta della prima graphic novel originale per la quale Kieth viene ingaggiato ma pur essendo il primo progetto al quale si dedica nel suo secondo periodo alla DC (dal 2006), viene pubblicata solo nel 2010. Dopo questa "prova del fuoco" Kieth ha modo di affrontare il rapporto simbiotico tra Joker/Batman in Secrets, dove può esprimersi come autore completo. Da subito si rifiuta di affiancare a Batman dei membri della Batman Family soprattutto il personaggio di Robin che confessa di non sapere gestire a livello narrativo e di non saperlo neppure disegnare. A suo avviso la forza narrativa di Batman emerge attraverso la sua anima solitaria capace di trovare un'identità e un significato per esistere unicamente attraverso il suo rapporto speculare con le sue (presunte) nemesi tra cui il Joker ne è il vero archetipo. In Secrets denuncia la distorsione delle notizie da parte dei mass media, ormai interessati unicamente a proporre titoli di copertina sensazionalistici a discapito della veridicità delle fonti. La percezione distorta che viene data del mondo porta a facilitare una confusione morale e di valutazione che si evidenzia nella liberazione del Joker in quanto considerato guarito dalle sue psicosi e vittima anche lui di una società violenta e nichilista. Questo primo approccio al Joker non lo soddisfa però pienamente e vuole l'opportunità di scavare maggiormente nella psiche di un personaggio su cui può ulteriormente sperimentare il suo stile e azzardare un approccio decostruzionista. Il co-editore della DC Dan DiDio da il via libera al progetto la cui supervisione viene affidata a Michael Siglain. Il progetto si materializza in un'ambiziosa graphic novel di 97 pagine dal titolo Arkham Asylum: Madness, per la quale Kieth afferma di aver avuto carta bianca nel gestire la storia e il Joker. Siglain si rivela un editor con il quale vi è piena sintonia e Sam sfrutta l'occasione per sperimentare anche a livello grafico delle nuove tecniche. L'artista mescola il suo stile cartoonesco e i suoi colori acquerellati con pitture digitali e altri interventi di manipolazione dell'immagine ottenibili dai moderni software. Kieth cerca però di non coprire il suo stile che deve sempre e comunque emergere. L'impatto visivo che riesce ad infondere al "suo" Joker è notevole e inquietante come si può già evincere dalla cover dell'opera. L'unico soggetto è il Clown del Crimine all'interno della sua cella di Arkham, la sua figura si staglia centralmente sulla copertina dalla quale emerge a stento da uno sfondo cupo, un contesto da cui prende forma un ghigno appena abbozzato e surreale. Si ritaglia così un'immagine del personaggio che ricorda le fattezze bizzarre del personaggio ma ne evidenzia una lucida e sconcertante follia. Questa è l'ultima opera terminata durante il contratto in esclusiva per la DC e la sua lavorazione ha ossessionato l'autore per diversi anni. Lo stesso Kieth dichiara di essere arrivato a realizzare anche 15 versioni diverse della stessa tavola a fumetti non sapendo quale scegliere per l'edizione definitiva. Come da lui affermato il suo scopo è stato quello di «infondere nuova vita nel personaggio... o morire provandoci». Arkham Asylum : Madness è l'opera che chiude il primo decennio del duemila ma bisogna sottolineare altri tre progetti a cui ha lavorato tra il 2006 e il 2010 per la DC. Si tratta di Ghosts, arco narrativo pubblicato sulla serie antologica Batman Confidential, la miniserie Batman/Lobo e Lobo: Highway to Hell. Il personaggio di Lobo è stato un best seller degli anni novanta ma con il nuovo secolo sembra aver perso parte del suo appeal sui lettori. La versione di Kieth si ispira chiaramente a quella di Simon Bisley, la più acclamata e riconosciuta tra quelle che hanno delineato il cacciatore di taglie dello spazio amante dei delfini.
Nel 2000, si occupò della regia del film, uscito direttamente in DVD, Take it to the Limit, orientato ad un target adolescenziale e riguardante l'arrampicata in montagna.
In Inghilterra, contribuì alla serie Judge Dredd della casa editrice 2000 AD e realizzò molte copertine per la ristampa della serie Nemesis the Warlock.

## Opere

### Aftershock Comics
- Eleanor & the Egret  nn.1-5, John Layman (testi) e Sam Kieth (disegni e copertine), limited-series, aprile-novembre 2017.

### Comico
- Mage: The Hero Discovered nn.6-15, Matt Wagner (testi, matite, copertine) - Sam Kieth e Rich Rankin (chine), serie regolare (conclusa con il n.15), febbraio 1985 - dicembre 1986.

### Dark Horse Comics
- Aliens: Earth War nn.1-4, Mark Verheiden (testi) - Sam Kieth (disegni) - John Bolton (copertine), miniserie (conclusa), giugno-ottobre 1990. Nel 1996 viene raccolta in volume con il titolo Aliens: Female War. Nel maggio del 2021 viene inclusa nella raccolta Aliens: The Original Years Omnibus n.1, pubblicata dalla Marvel Comics.
- Dark Horse Presents n.12, albo antologico, contiene una short-story di Alien disegnata da Sam Kieth e scritta da John Layman. Data di distribuzione: 23 maggio 2012.

### DC Comics/Piranha Press/Homage Comics
- Epicurus The Sage nn.1-2, William Messner-Loebs (testi) e Sam Keith (disegni e copertine), miniserie di 2 (conclusa), imprint: Piranha Press, 1989.
- Sandman nn.1-5, Neil Gaiman (testi) - Sam Kieth (matite) - Mike Dringenberg e Malcom Jones (chine), serie regolare (conclusa), gennaio-maggio 1989. Il primo albo viene distribuito a fine 1988 e dal 1993 entre a far parte dell'Imprint Vertigo.
- The Killing Peck (starring The Penguin), in Secret Origins Special, Alan Grant (testi) e Sam Keith (disegni) - Brian Bolland (artista di copertina), albo antologico che raccoglie le "origin story" di tre villain di Batman quali Two-Face, Riddler, Penguin, marzo 1989.
- Robin Annual n.1, Alan Grant e John Wagner (testi) - Sam Kieth, Tom Lyle, Scott Hanna (disegni), albo annuale, 1992.
- Zero Girl nn.1-5, Sam Kieth (testi, matite, copertine) - Jim Sinclair (chine) - Scott Dunbier (editor), miniserie (conclusa), imprint: Homage Comics, febbraio-giugno 2001.
- Four Women nn.1-5, Sam Kieth (testi, disegni, copertine), miniserie di 5 (conclusa) imprint: Homage Comics, dicembre 2001 - aprile 2007.
- Zero Girl: Full Circle nn.1-5, Sam Kieth (testi, disegni, copertine) - John Layman (letterer) - Scott Dunbier (editor), miniserie (conclusa), sequel di Zero Girl, imprint: Homage Comics, gennaio-maggio 2003.
- Scratch nn.1-5, Sam Kieth (testi, disegni, copertine), miniserie (conclusa), agosto-dicembre 2004.
- Batman: Secrets nn.1-5, Sam Kieth (testi, disegni, copertine) - Alex Sinclair (colori) - Scott Dunbier (editor), miniserie (conclusa), marzo-settembre 2006. Prima edizione italiana: Le Leggende di Batman n.11, Planeta DeAgostini, Barcellona (Spagna), 2007.
- Batman/Lobo: Deadly Serious nn.1-2, Sam Kieth (testi, disegni, copertine) - Scott Dunbier (editor), miniserie (conclusa), ottobre-novembre 2007.
- Lobo: Highway to Hell nn.1-2, Scott Ian (testi) e Sam Kieth (disegni, copertine), miniserie di 2 albi (conclusa), gennaio-febbraio 2010.
- Ghosts, in "Batman Confidential" nn.40-43, Sam Kieth (testi, disegni, copertine), serie antologica (conclusa con il n.54), marzo-giugno 2010.
- Arkham Asylum: Madness, Sam Kieth (testi, disegni, copertina) - Michelle Madsen e Dave Stewart (colori aggiuntivi) - Michael Siglain (editor), graphic novel, 2010.
- Batman: Through the Looking Glass, Bruce Jones (testi) - Sam Kieth (disegni e copertina) - David Baron (colori) - Mike Carlin (editor), graphic novel, 2011.
- Harley Quinn (Vol.2) n.0, Amanda Conner e Jimmy Palmiotti (testi), Sam Kieth & AA.VV. (disegni), albo unico (prologo alla serie regolare della linea The New 52), gennaio 2014.
- Heart, in Batman (Vol.2) n.38, back-up story di 8 pagine, James Tynion IV (testi) e Sam Kieth (disegni), serie regolare, marzo 2015. Prima edizione italiana: Batman n.97, RW Edizioni, Trento, 2015.

### Eclipse Comics
- Adolescent Radioactive Black Belt Hamsters nn.6-9, Don Chin (testi) - Sam Kieth & AA.VV. (disegni), Sam Kieth (artista di copertina per i nn.6-8), serie regolare (conclusa con il n.9), maggio-ottobre 1987.

### Fantagraphics Books
- I Before E nn.1-2, Sam Kieth (testi, disegni, copertine), miniserie antologica di 2 albi (conclusa), agosto 1991 - marzo 1992.

### IDW Publishing
- Artista di copertina per Cory Doctorow's Futuristic Tales n.1, Dara Naraghi (testi) e Esteve Pollis (disegni), miniserie di 6 albi (conclusa), ottobre 2007.
- 30 Days of Night nn.1-4, Steve Niles - Sam Kieth (disegni e copertine alternative), serie regolare di cui Kieth realizza i primi 4 albi (conclusa con il n.12), ottobre 2011 - gennaio 2012.
- 30 Days of Night: Night, Again nn.1-4, Joe R. Lansdale (testi) e Sam Kieth (disegni e copertine), maggio-agosto 2011
- The Hollows nn. 1-4, Chris Ryall (testi) - Sam Kieth (disegni), miniserie (conclusa), Editore: IDW Publishing, dicembre 2012 - marzo 2013. Raccolta in volume cartonato di 104 pagine distribuito a maggio 2013. ISBN 9781613776032
- The Maxx: Maxximized nn.1-35, Sam Kieth & AA.VV. (testi e disegni), versione rimasterizzata della serie regolare The Maxx, pubblicata originariamente dalla Image tra il 1993 e il 1998. Edizione supervisionata dallo stesso Sam Kieth con colori di Ronda Pattison, novembre 2013 - settembre 2016.
- Mars Attacks: First Born nn.1-4, Chris Ryall (testi) e Sam Kieth (disegni e copertine), miniserie (conclusa), maggio-agosto 2014.
- Batman/The Maxx: Arkham Dreams, nn.1-5, Sam Kieth e John Layman (testi) - Sam Keith (disegni e copertine regolari), intercompany crossover tra IDW e DC, miniserie di 5 (conclusa), settembre 2018 - novembre 2020.

### Image Comics
- The Maxx nn.1-35, Sam Kieth, William Messner-Loebs, Alan Moore, David Feiss (testi) - Sam Kieth, David Feiss, J. Sinclair (disegni) - Sam Kieth (copertine), serie regolare (conclusa), marzo 1993 - agosto 1998.
- Friends of Maxx nn.1-3, Sam Kieth (testi, matite, copertine) - Jim Sinclair (chine), miniserie (conclusa), spin-off di The Maxx, aprile 1996 - marzo 1997.
- Legs n.1, Sam Kieth (testi, disegni, copertina), albo unico, gennaio 1999.

### Marvel Comics
- Wolverine: Blood Hungry, in Marvel Comics Presents nn.85-92, Peter David (testi) e Sam Kieth (disegni e copertine), serie regolare antologica (conclusa), settembre-novembre 1991.
- Wolverine & Venom: Claws and Webs, in Marvel Comics Presents nn.117-122, Howard Mackie (testi) e Sam Kieth (disegni e copertine), serie regolare antologica (conclusa), dicembre 1992 - febbraio 1993.
- Marvel Super Heroes n.9, albo antologico di cui Sam Kieth realizza i disegni per una delle storie contenute ed è l'artista di copertina, aprile 1992.
- The Power of Bullies, in The Savage Hulk n.1, William Messner-Loebs (testi) - Sam Kieth (disegni), albo antologico, imprint: Marvel Edge, gennaio 1996.
- Wolverine/Hulk nn.1-4, Sam Kieth (testi, disegni, copertine), miniserie (completa), imprint: Marvel Knights, aprile-luglio 2002. Prima edizione italiana: 100% Marvel n.6 - Wolverine/Hulk: La storia di Po, Marvel Italia, Modena, 2003.
- Artista di copertina per Venom nn.1-5 e nn.7-9, serie regolare (conclusa), giugno 2003 - febbraio 2004.
- Dead Man Walking (protagonista: Wolverine), in "X-Men Unlimited (Vol.2)" n.9, Matt Fraction (testi) e Sam Kieth (disegni), albo antologico, agosto 2005.
- Logan, in "Wolverine: Exit Wounds", Sam Kieth (testi e disegni e artista per 2 copertine alternative), albo antologico composto da 3 storie su Wolverine, scritte e disegnate da diversi autori, agosto 2019. Edizione italiana: Marvel Collection n.258, Panini Comics, Modena, 2020.

### Oni Press
- Ojo nn.1-4, Sam Kieth (testi, disegni, copertine), miniserie (conclusa), agosto 2004 - gennaio 2005.
- My Inner Bimbo nn.1-5, Sam Kieth (testi e copertine) - Sam Kieth, Joshua Hagler, Leigh Dragoon (disegni), miniserie (conclusa), aprile 2006 - giugno 2008.

### Rebellion Developments
- I Was a Teenage Mutant Ninja Priest Killer, in Judge Dredd: The Megazine n. 20, Alan Grant (testi) e Sam Kieth (disegni), serie antologica (conclusa con il n.20), maggio 1992.

### Artista di copertina
Sam Kieth viene contattato per realizzare copertine e/o illustrazioni per numerosi titoli tra i quali:
- Adolescent Radioactive Blackbelt Hamsters
- Toxic Crusaders, serie regolare di 8 albi ispirata al film Vendicatore Tossico, artista di copertina per i nn.1-4 e n.8, 1992, (Marvel Comics).
- Blood of Dracula, artista di copertina per il n.3 e il n.8, 1995, (Apple Comics).
- Nightmare on Elm Street
- Marvel Comics Presents
- Amazing Heroes
- Wizard
- Detective Comics
- Marvel Tales
- Zen: Intergalactic Ninja
- Cadillacs and Dinosaurs
- B-sides (anche conosciuta come The Craptacular B-Sides)
- Gay Comics
- Popbot, Pin-up per il n.3, 2002 (IDW Publishing)
- Venom, cover per i nn.1-5 e nn.7-9, 2003-2004, (Marvel Comics)
- 30 Days of Night (IDW Publishing)

### Art Book
- The Worlds of Sam Kieth, (Vol.1) Sam Kieth (testi, disegni e copertina), volume cartonato (o Hardcover) di 256 pp. a colori[8]. Art Book che contiene disegni e opere dell'artista finora inedite per il mercato fumettistico[8]. La raccolta copre 30 anni di attività come disegnatore e pittore di Sam Kieth, un artista completo che viene definito come «... supertstar (tra i disegnatori di fumetti)…unico e vero talento…capace di continuare a rinnovare e superare i limiti della sua stessa arte»[8]. Editore: IDW Publishing. Distribuito a luglio del 2013[8]. ISBN 9781613774922
- Sam Kieth: Samplings and Dubblings - A Cartoon Art Museum Exhibition, Sam Kieth (testi, disegni e copertina), volume brossurato di 80 pagine[9]. Art Book che contiene una retrospettiva dei più significativi lavori dell'artista e che coincide con la mostra al Cartoon Art Museum di San Francisco[9]. Le tavole sono scannerizzate direttamente da quelle originali, provenienti dall'archivio personale dell'artista[9]. In aggiunta vi è un'intervista a Sam Kieth condotta da Andrew Farago, curatore del museo e studioso della storia dei comic[9]. Editore: IDW Publishing. Distribuito ad agosto del 2013[9].